# 愛知県立春日台特別支援学校
愛知県立春日台特別支援学校（あいちけんりつ はるひだいとくべつしえんがっこう）は、愛知県春日井市神屋町にある公立特別支援学校。知的障害を抱える児童・生徒を教育対象とする。

## 学部構成
- 幼稚部
- 小学部
- 中学部
- 高等部

## 校訓
- 元気な子
- 仲良くする子
- がんばる子

## 沿革
- 1969年（昭和44年）4月1日 - 開校
- 1973年（昭和48年）4月1日 - 高等部設置
- 1975年（昭和50年）4月1日 - 三好分校が愛知県立三好養護学校として独立
- 2014年（平成26年）4月1日 -「愛知県立春日台特別支援学校」に校名変更
- 2019年  (平成31年)  4月1日 - 設立50周年
- 2019年  (平成31年)  4月1日 - 愛知県立瀬戸つばき特別支援学校開校により、通学区域のうち瀬戸市・尾張旭市・春日井市の一部地域が愛知県立瀬戸つばき特別支援学校へ移管される

## 交通アクセス
- JR中央本線、高蔵寺駅下車北口より名鉄バス3番乗り場、県医療療育総合センター行き又は内津神社行きにて県医療療育総合センター下車。徒歩約10分